# Ehremar
Ehremar von Thérouanne (auch Evremar oder Ebramar; † nach 1124) war Patriarch von Jerusalem und Erzbischof von Caesarea.

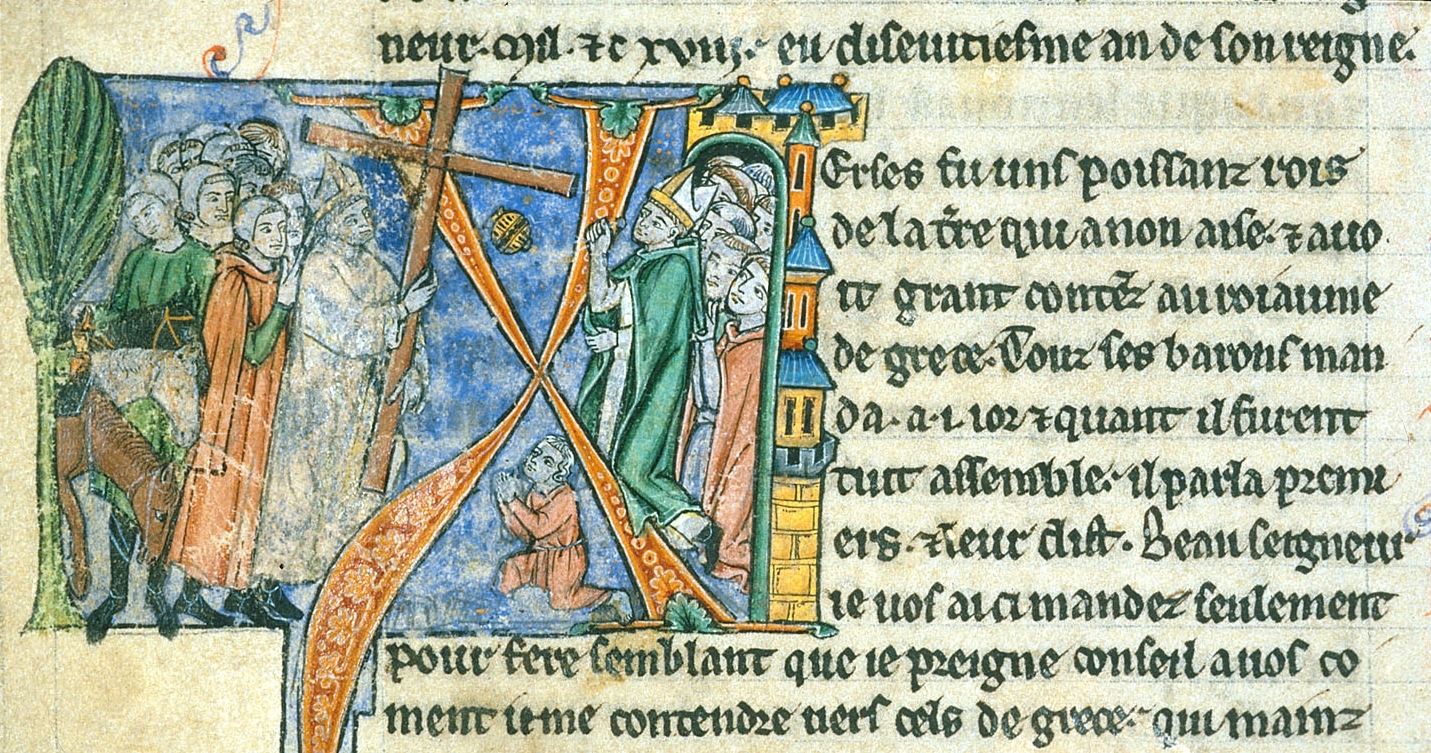
Patriarch Ehremar bringt das Hl. Kreuz nach Antiochia (Miniatur 13. Jh. aus der Histoire d'Outremer by William of Tyre, British Library)

Ehremar war ein Priester aus Thérouanne in Frankreich. Um 1096 schloss er sich dem Ersten Kreuzzug an und gelangte mit ihm 1099 ins Heilige Land. Im neugegründeten Königreich Jerusalem kam es bald zum Konflikt zwischen dem König und dem Patriarchen von Jerusalem, die um die Etablierung ihrer Macht im Königreich zulasten des jeweils anderen rangen. Im Jahr 1102 wurde der Patriarch von Jerusalem, Dagobert von Pisa, vom päpstlichen Legaten Robert von Paris abgesetzt, nachdem König Balduin I. von Jerusalem ihn wegen schweren Fehlverhaltens angeklagt hatte. Die lokalen Bischöfe schlugen dem Legaten daraufhin Ehremar als Kandidaten für das Patriarchenamt vor. Dieser war für seine Frömmigkeit und Nächstenliebe bekannt, hatte aber kaum politische Erfahrung. Auch König Balduin unterstützte Ehremars Ernennung, da er sich von diesem weniger Einmischung in seine Politik erhoffte. Dagobert ging indessen ins Exil nach Antiochia.
Im Mai 1104 nahm er im Heer Balduins I. an der erfolgreichen Belagerung von Akkon teil, wo er zwischen dem König und der angeheuerten genuesischen Flotte vermittelte. Als im August 1105 ein fatimidische Heer ins Königreich Jerusalem einmarschierte, stellte Ehremar ein eigenes Kontingent von 150 Soldaten zusammen und schloss sich von Jerusalem kommend bei Ramla mit dem von Jaffa kommenden Heer Balduins I. zusammen. Dabei führte er zur Hebung der Truppenmoral das Heilige Kreuz mit und segnete die Truppen unmittelbar vor der folgenden siegreichen Dritten Schlacht von Ramla.
Ebenfalls 1105 gelangte Dagobert nach Rom, wo der bei Papst Paschalis II. Beschwerde gegen seine von Balduin I. initiierte Absetzung vortrug. Dieser erklärte die Ernennung Ehremars für ungültig und setzte Dagobert wieder ein, der allerdings noch auf dem Rückweg nach Jerusalem starb. Ehremar reiste unterdessen selbst nach Rom und trug eigene Vorhaltungen gegen Balduin I. vor. Paschalis II. war geneigt nun Ehremar als Patriarch zu bestätigen, entsandte aber wegen der offenbaren politischen Brisanz den Erzbischof Ghibelin von Arles als Legaten nach Jerusalem um die Angelegenheit zu regeln. Dieser befand Ehremar für als Patriarch ungeeignet und erklärte das Amt für vakant. In der folgenden Synode wurde im Frühjahr 1108 auf Vorschlag Balduins I. Ghibelin selbst als Patriarch eingesetzt. Ehremar wurde hingegen als neuer Erzbischof von Caesarea eingesetzt, dieser Posten war günstigerweise gerade frei geworden.
1119 befand er sich erneut mit dem Heiligen Kreuz beim königlichen Heer, das nun unter Balduin II. im Norden gegen die Ortoqiden operierte. 1120 war er beim Konzil von Nablus anwesend und war 1124 einer der Unterzeichner des Pactum Warmundi, eines Bündnisvertrags zwischen dem Königreich Jerusalem und der Republik Venedig. Sein genaues Todesdatum ist nicht überliefert.